# Relações entre Botsuana e Namíbia
As relações entre Botswana e Namíbia referem-se às relações atuais e históricas entre o Botswana e a Namíbia. Até 2009, as relações eram consideradas amigáveis, com os dois países vizinhos a cooperar no desenvolvimento econômico. O Botswana ganhou independência da Grã-Bretanha em setembro de 1966. A Namíbia obteve independência da África do Sul em 1990, após a Guerra da Independência da Namíbia, e os dois países logo após estabeleceram relações diplomáticas formais. Botswana tem uma alta comissão em Windhoek.  A Namíbia tem uma alta comissão em Gaborone.

## Tratados
Tanto o Botswana quanto a Namíbia são membros da Comunidade de Desenvolvimento da África Austral (em inglês:  Southern Africa Development Community, SADC), que tem sua sede em Gaborone, no Botswana. O objetivo da SADC é promover a cooperação e a integração socioeconômica, bem como a cooperação política e de segurança entre quinze estados do sul da África.
Até 2008, não havia um tratado que abrangesse a longa fronteira entre o Botswana e a Namíbia. A fronteira permanece conforme definida por um tratado assinado em 1 de julho de 1890 entre a Grã-Bretanha e a Alemanha, delimitando suas respectivas esferas de influência na África. As disputas pela fronteira na década de 1990 conduziriam a uma tensão considerável entre os dois governos.
Em 1994, o Botswana, a Namíbia e Angola concordaram em estabelecer a Comissão da Bacia do Rio Okavango, com vista a estabelecer um tratado que regulasse o uso conjunto dos recursos hídricos, mas os progressos na conclusão do tratado foram lentos. Em 2004, o Botswana e a Namíbia foram cossignatários junto com outros países da bacia do rio Zambeze de um acordo que estabelecesse a Comissão do Curso de Água do Zambeze para gerir os recursos ribeirinhos do Zambeze.

## Cooperação econômica
Em 2002, as corporações de energia da Namíbia e de Botswana assinaram um acordo para fornecer eletricidade às áreas de Ghanzi e De Hoek no Botswana e na Namíbia, respectivamente. A Namíbia e o Botswana têm considerado a colaboração no desenvolvimento de novas comunicações de fibra óptica para contornar a África do Sul em um esforço para reduzir custos. Em 2008, África do Sul, Botswana, Namíbia e Zimbabwe realizaram uma venda conjunta legal a portas fechadas na Namíbia de sete toneladas de marfim, ganhando mais de US $ 1,18 milhão, dos licitantes chineses e japoneses. Em outubro de 2008, a Namíbia aprovou a proposta de uma empresa privada de exportar carvão do Botswana através de uma ferrovia a ser construída para os portos da Namíbia. O depósito de Mmamabula é previsto possuir cerca de 2,8 bilhões de toneladas de reservas de carvão.

## Disputas

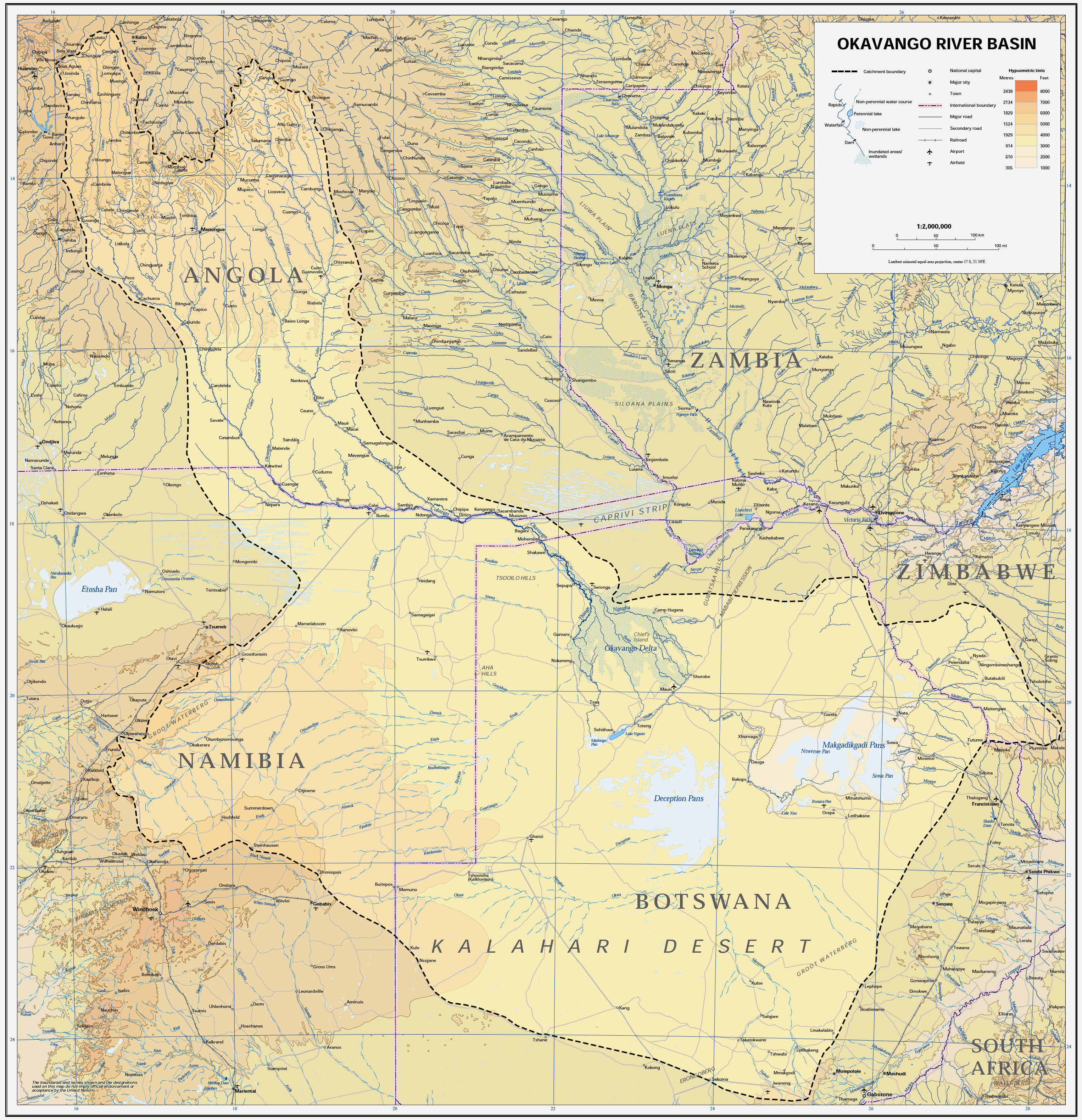
Mapa da bacia do rio Okavango.

Botswana e Namíbia tiveram uma longa disputa sobre a posse da ilha Kasikili / Sedudu no rio Chobe, que faz parte da fronteira entre os dois países. Em dezembro de 1999, juízes do Tribunal Internacional de Justiça determinaram que a ilha pertence ao Botswana. Na Faixa de Caprivi, o ACNUR informou que entre outubro de 1998 e fevereiro 1999 mais de 2.400 namibianos cruzaram o sul para o Botswana.
O Delta do Okavango no Botswana é uma área famosa internacionalmente por seus pássaros e vida selvagem e uma importante fonte de receita turística, mas depende do rio Okavango que flui de Angola via Namíbia. Em 1997, a Namíbia enfrentou uma seca prolongada e anunciou planos para desviar a água do rio, o que ameaçou se tornar um problema sério entre os dois países.